# Gömöry-kódex

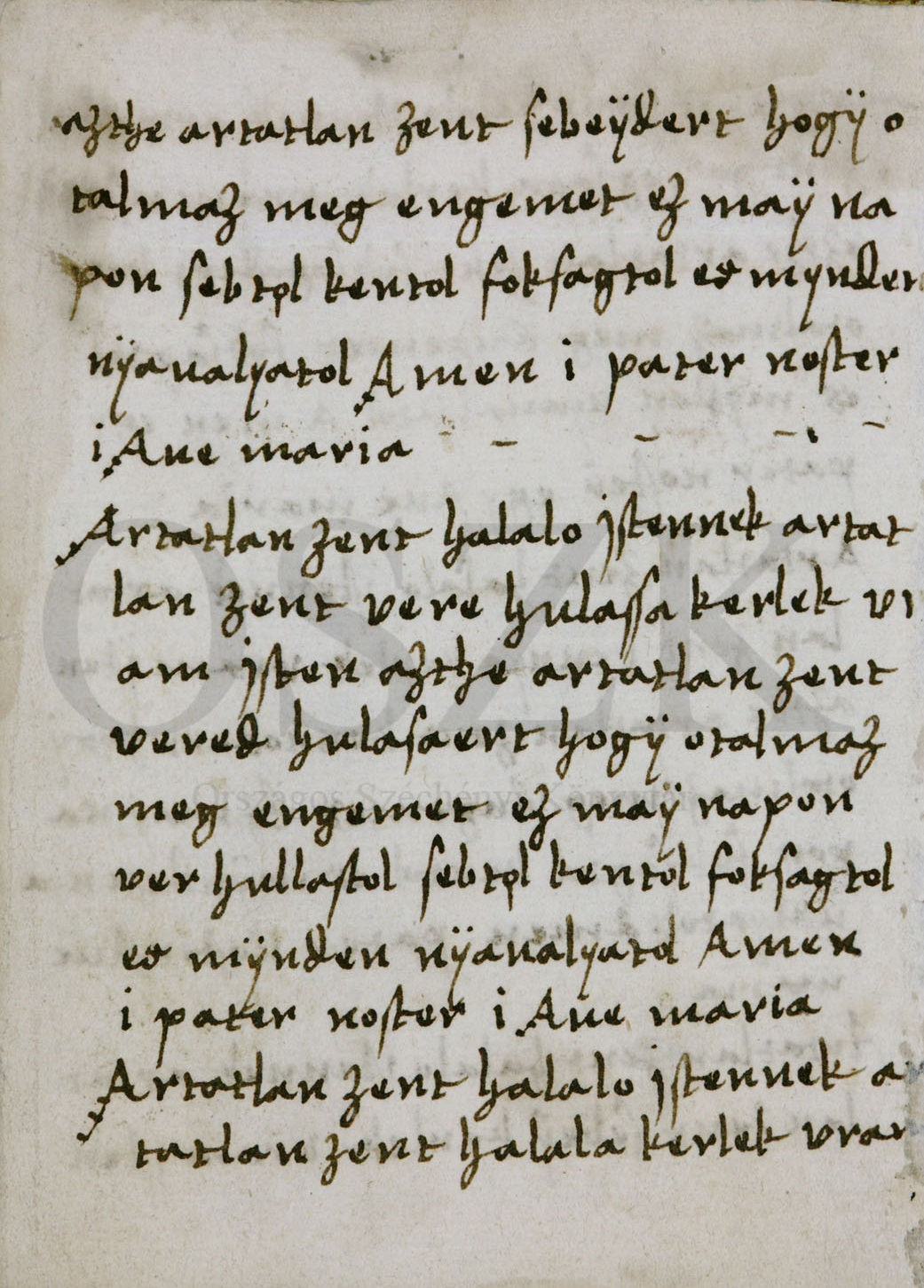
A Gömöry-kódex első levele.

A Gömöry-kódex 1516-ban keletkezett kézírásos mű, tizenketted rétű papírkódex.

## Leírás
A magánhasználatra készült imakönyv 11 személy elkülöníthető írása, megrendelője egy bizonyos Krisztina. Az írók színvonala igen eltér, ahogy a beírt szövegek terjedelme is: némelyik csupán egy lap, sőt csupán néhány sor. A szövegegységek tematikája, sorrendje és a kézváltások alapján azt mondhatjuk, hogy a kódex – szemben sok más kései ómagyar kori kézirattal – nem tudatos szerkesztés eredménye. Annak ellenére, hogy megrendelésre készült, a rajta dolgozók mindegyike azt másolta bele, amit saját maga számára tartott fontosnak, ami a saját lelkiségének megfelelt.
Legnagyobb részét egy betegeskedéséről több helyen panaszkodó (a 73. lapon: „Igen fay feyem"; a 173. lap alján, piros betűkkel: „Igen betek valek"; 289. lap alján, szintén piros betűkkel: „byzon Igen betek valek"), Katelin nevű apáca írta, egy részét pedig Tetemi Pál, nagyvázsonyi vikárius. A többi másoló neve ismeretlen. A kódex irodalomtörténeti értékét emeli, hogy a középkori Margit-officium Szent Margit legendája teljes szövege olvasható benne.
Ez a keletkezésére nézve mozgalmasnak nevezhető kis kódex a történeti vizsgálódásokban is központi helyzetű, ugyanis általa kapcsolható össze az a három soror, aki egy időben és egy scriptóriumban dolgozott a Nyulak szigetén, s egymáshoz való viszonyukra is támpontot szolgáltathat. Nevét Gömöry Károly egykori pesti gyógyszerész után kapta, aki a kötetet 1821-ben a Magyar Nemzeti Múzeum könyvtárának ajándékozta. A könyvet ma az Országos Széchényi Könyvtár őrzi.
Kiadása: Haader Papp 2001.